# مشهدطرقی سفلی
مشهدطرقی سفلی روستایی در دهستان گلیان بخش مرکزی شهرستان شیروان استان خراسان شمالی ایران است.

## جمعیت
بر پایه سرشماری عمومی نفوس و مسکن در سال ۱۳۹۵ جمعیت این مکان ۳۰۰ نفر (۱۰۴خانوار) بوده‌است.